# Cul-de-lampe

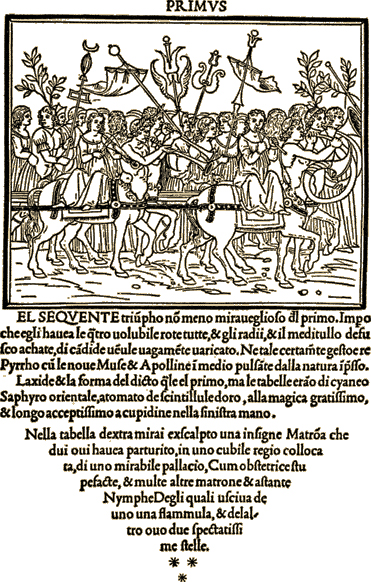
Kompozycja cul-de-lampe

Cul-de-lampe – ornament umieszczany na ostatniej stronie rozdziału lub książki, jeden z rodzajów winiety. Zwykle przybiera formę trójkąta skierowanego wierzchołkiem w dół, wypełnionego ornamentem dekoracyjnym lub figuralnym. Cul-de-lampe oznacza również dekoracyjny układ tekstu, w którym każda kolejna linijka jest krótsza, aż osiągnie kształt zbliżony do trójkąta opartego na wierzchołku.